# گیلاس گلوگیر
گیلاس گلوگیر (نام علمی: Prunus virginiana) نام یک گونه از سرده پرونوس است.